# 阿琼·查克拉巴蒂
阿琼·查克拉巴蒂（1989年3月5日—）是孟加拉的一位电影演员。他因在电视连续剧“在歌曲的另一边”中扮演“Gora”而知名。在这之后，他又因在《古普托顿》系列中扮演“Abir”而闻名。

## 早年生活
他是演员Sabyasachi Chakrabarty和Mithu Chakrabarty的儿子，他曾参加加尔各答教会学校的集会，而后在加尔各答圣泽维尔学院的传媒与摄影专业进修并毕业。从此他开始了他的演艺生涯。

## 事业
他的首部参演作品是电视连续剧《在歌曲的另一边》 ，并在其中扮演了主角“Geer”且因此得到了许多荣誉和奖项。
而他的首部参演电影是《巴比巴亚》（于2012年12月7日上映），他在其中饰演了男主角Bapi。